# 紙屋町交差点
紙屋町交差点（かみやちょうこうさてん）は、広島県広島市中区紙屋町および基町にある交差点。

## 地理
広島市における都心部、行政・商業・金融の中心地である基町紙屋町八丁堀地区に位置する。南北の鯉城通りと東西の相生通りが交差する地点である。広島県における主要な交通渋滞箇所の一つ。
基盤は新生代第四紀完新世の堆積岩、その上に砂・シルト・粘土などの軟弱な沖積層が約20m堆積している。標高は交差点中央で2.6m。
太田川が形成した広島平野の中央付近に位置する。元々は広島城の南端に位置し、相生通りは城の外堀、鯉城通りは外堀から広島湾に通じる西堂川（運河）であった。市内電車線（現在の広島電鉄市内線）の整備に伴い埋め立てられ、紙屋町交差点は1912年丁字路として造成された。
戦後の都市計画により1949年十字路となった。1994年広島高速交通広島新交通1号線（アストラムライン）が地下2階部分に整備される。2001年紙屋町シャレオ（市道紙屋町地下歩道）が地下1階部分に整備された。これにより横断歩道は撤去された。
|                    |                                  | 地表                                                  | 地下 1階 | 地下 2階                     |                                  |          |
| 国道54号 国道191号 | 紙屋町シャレオ (国道54号)        | 広島高速交通 広島新交通1号線                          |          |                              |                                  |          |
| 地表               | 国道183号 国道261号 広島電鉄本線 | 45 m                                                  | 45 m     | 45 m                         | 県道164号広島海田線 広島電鉄本線 | 地表     |
| 地下 1階           | 市道中1区 紙屋町地下歩道2号線    | 45 m                                                  | 45 m     | 45 m                         | 市道中1区 紙屋町地下歩道2号線    | 地下 1階 |
| 地下 2階           | -                                | 45 m                                                  | 45 m     | 45 m                         | -                                | 地下 2階 |
|                    |                                  | 国道54号 国道183号 国道191号 国道261号 広島電鉄宇品線 | 国道54号 | 広島高速交通 広島新交通1号線 |                                  |          |
| 地表               | 地下 1階                         | 地下 2階                                              |          |                              |                                  |          |

## 沿革

### 前史
太田川下流に位置するこの地は中世までは低湿地で、安土桃山時代に毛利輝元により広島城が築かれたことで形成された。天正20年（1592年）4月11日豊臣秀吉が広島城に滞在した様子が記載されている『安国寺恵瓊外二名連署起請文』から推定すると、この頃には外堀含めた総曲輪が整備されていた可能性が高いという。一般的には、毛利氏時代には外郭の総構が不十分で江戸時代初期福島正則藩政時代に城下町の拡張や街道整備が進められた、と言われている。
| Clip 『正保城絵図安芸国広島城所絵図』。南側外堀から2つ目の道が西国街道、現在の元安橋と広島本通商店街（右地図「本通り」表記）の筋。 | 発掘現場'"`UNIQ--ref-00000013-QINU`"'。東側外堀と「八丁堀」表記の道路がほぼ同じ。 |
| アストラムライン整備に伴う発掘調査が行われ、交差点中央から北へ約20mから約40mの位置に外堀遺構が発見された。また『広島市議会史』の会議録の中で、広島電気軌道（広島電鉄）から県知事への答申として「広島市八丁堀六十六番地ヨリ櫓下ニ達スル旧城壕埋立地内ニ設クヘキ線ハ埋立タルケ所ノ南側ヲ通過スルコト」という記載がある。このことから相生通りは城の外堀の上に整備されたのではなく、その少し南側に整備されたものと推定されている。 |  |

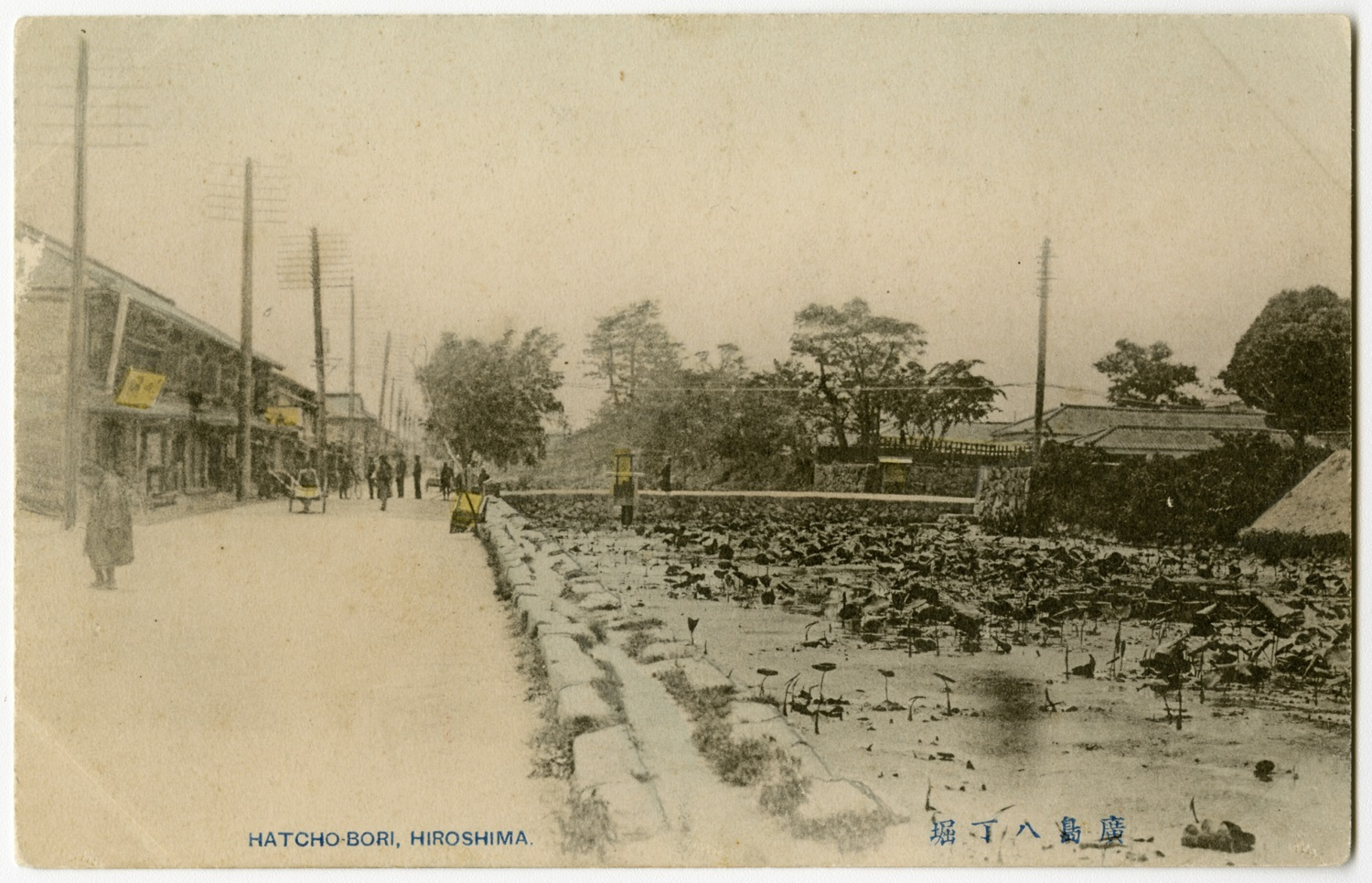
明治期の八丁堀京口門付近（左上地図外堀にある土橋、右上地図城南通りから一つ南側の道と八丁堀筋の道の交点付近）

廃藩置県により城は城郭としての機能を終え、1873年（明治6年）広島鎮台設置（のちの第5師団）、富国強兵政策以降城内には大日本帝国陸軍施設が建設される。また1894年（明治27年）日清戦争では城内に広島大本営が置かれ臨時首都となる。そして軍都としての地位が固まるとともに商工業が発展していった。
その影響で外堀の悪臭や汚水が目立つようになる。そこで市は外堀や川（運河）を埋め立てあるいは減縮していった。明治42年から1911年（明治44年）にかけて外堀を埋め立て、1912年（大正元年）西塔川の埋立も完了した。これらの埋立地には広島電気軌道（広島電鉄）の軌道や道路、住宅などが建てられていった。薄田太郎によると「埋められた川砂の上でモロモロの見世物や商店が軒をならべ、広島での盛り場創生のレキシをつくった」という。

### 丁字路
1912年（大正元年）広島電気軌道（広島電鉄）が開通した。交差点北側は西練兵場が置かれたため道はなく、本線と宇品線が丁字型に交わる三叉路であった。北側には西練兵場の入口があった。交差点中央には紙屋町停留場が設けられ、この地点は市内交通の重要拠点となった。当時交差点を横切っていたのは歩行者が中心で、それに路面電車が共存する形であった。
1923年（大正12年）広島市は（旧）都市計画法が適用され近代的な都市計画が始まり、1927年（昭和2年）用途地域、1928年（昭和3年）都市計画道路が定められる。ここで相生通りが国道となり、電車道も拡幅されていった。大通り（現在の鯉城通り）は当時としては新しい通りであり、大正期以降近代的な建物が次々と建てられていった。現在交差点周辺に銀行・保険などの本支店が多く立地し金融街と化しているが、これは昭和初期に形成された。ただこれらの都市計画は広島市への原子爆弾投下により頓挫することになる。

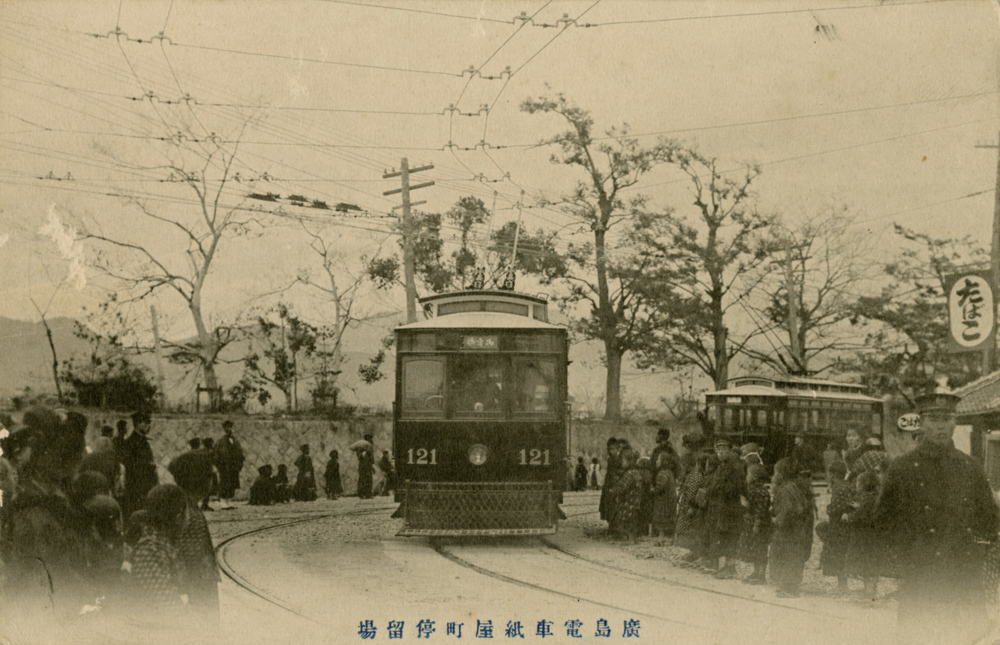
1912年（大正元年）完成後の紙屋町交差点。手前が現在の鯉城通り、左右方向が相生通り。その向こう側が城の外堀の石垣[17]。
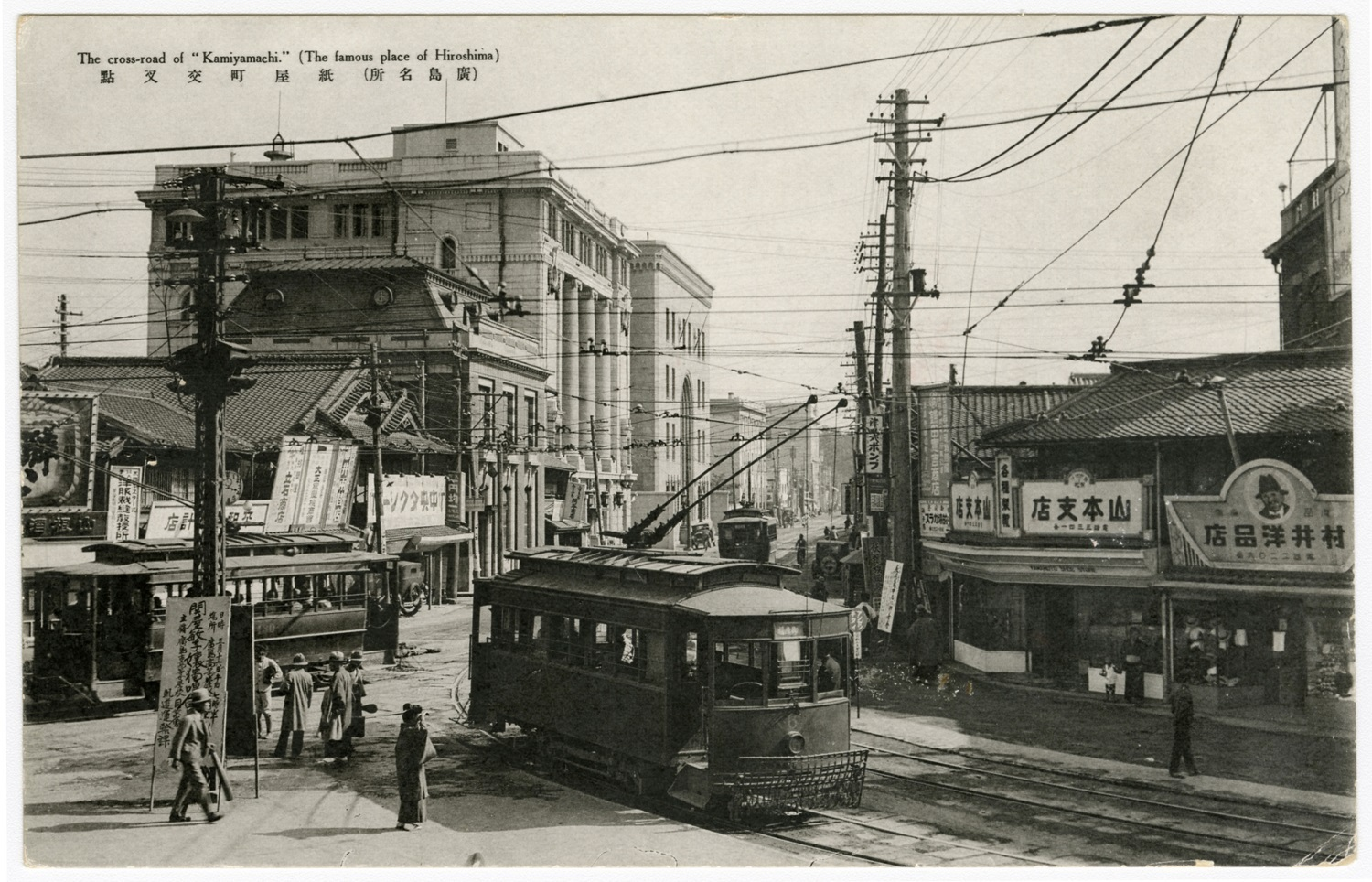
1938年（昭和13年）紙屋町交差点南方向を望む。写真中央左の煉瓦2階建が大同生命保険中国支社（1913年竣工、現在は移転）[19]。その隣が芸備銀行本店（1927年竣工、現広島銀行本店）[19]。その隣が住友銀行広島支店（1928年竣工、現三井住友銀行広島支店）[19]。その隣が安田生命保険広島支社（1908年竣工、現明治安田生命保険広島ビル）[19]。その隣が広島本通商店街。

### 被爆

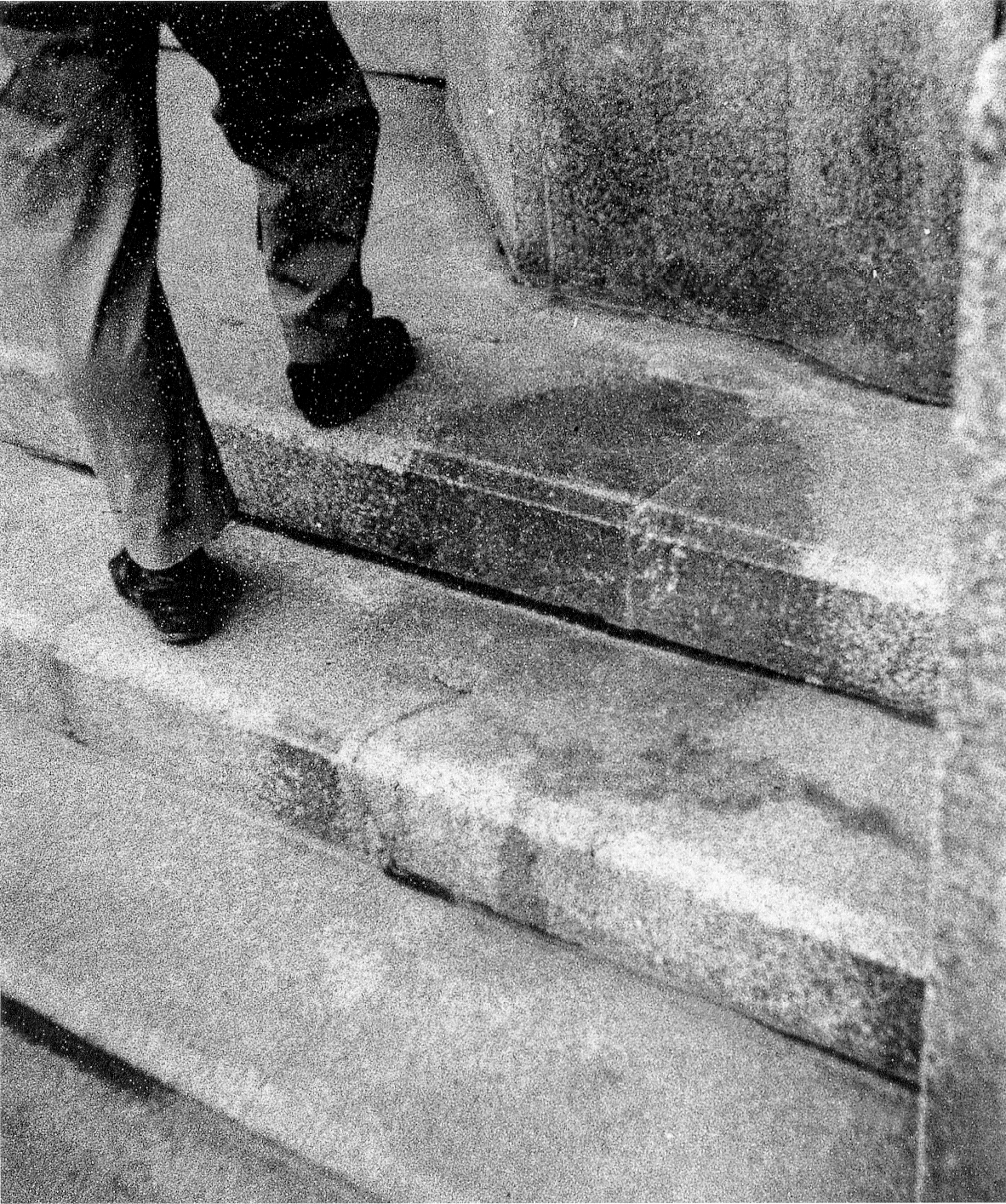
人影の石（1946年12月頃松重美人撮影）。なお松重は被爆当日の紙屋町の電車の残骸は「あまりにもひどい惨状に」「シャッターを切らなかった」。

1945年（昭和20年）8月6日、広島市への原子爆弾投下。以下被爆当日に市内をまわり写真に残した松重美人の証言を引用する。
被爆により市内線全線不通となったが、その3日後8月9日には一部区間で運行再開、同年9月7日に（本線）己斐から八丁堀まで再開し、同年9月12日には（宇品線）紙屋町から向宇品の運行再開した。道路脇には焼け焦げた電車がそのまま放置されていた。ただ同年10月時点では単線での運行で擦れ違いができなかったため、紙屋町交差点付近で折り返しで運用された。
1946年（昭和21年）1月7日、紙屋町ポイントを接続し本線の循環運行が再開される。交差点中央には電車信号所が再建された。車内は超満員でぶら下がりや飛び乗り飛び降りが多く事故が多発した。1947年（昭和22年）6月イギリス連邦占領軍の指導により交通安全キャンペーンが行われている。

### 十字路
1946年10月広島市の戦災復興都市計画「広島復興都市計画」が決定される。ここで広島城から紙屋町交差点まで南下する道の整備や主要な道路の拡幅が進められ歩道が設けられた。
1949年5月紙屋町交差点から城までにイチョウやクスノキが植栽され道として完成、紙屋町交差点は十字路となる。同年5月広島市役所-紙屋町交差点-広島市中央公園までの通りをダグラス・マッカーサーにちなみ「マッカーサー道路」と命名する構想が公になる。ここから紙屋町交差点から城までの直線をマッカーサー道路と呼ばれるようになる。1955年4月広島市はそれを「鯉城通り」と改名する。
ただ広島復興都市計画は戦災で悪化した財政状況のため遅々として進まなかった。1949年8月日本国憲法第95条による特別法「広島平和記念都市建設法」が公布・施行され、広島市を世界平和の象徴として建設することが国家的事業として確立される。これを元に今日の広島市における都市計画の根本となった「広島平和記念都市建設計画」が1952年制定された。この都市計画に従い、道路は整備され、軌道の修正も進められた。1954年8月本線稲荷大橋から紙屋町の軌道移設完了、1956年4月本線紙屋町から十日市の軌道移設完了、1957年3月宇品線紙屋町から鷹野橋の軌道移設完了する。1957年広島市とバス事業者共同出資で、紙屋町交差点北西側にバスターミナル（広島バスセンター）が開業した。

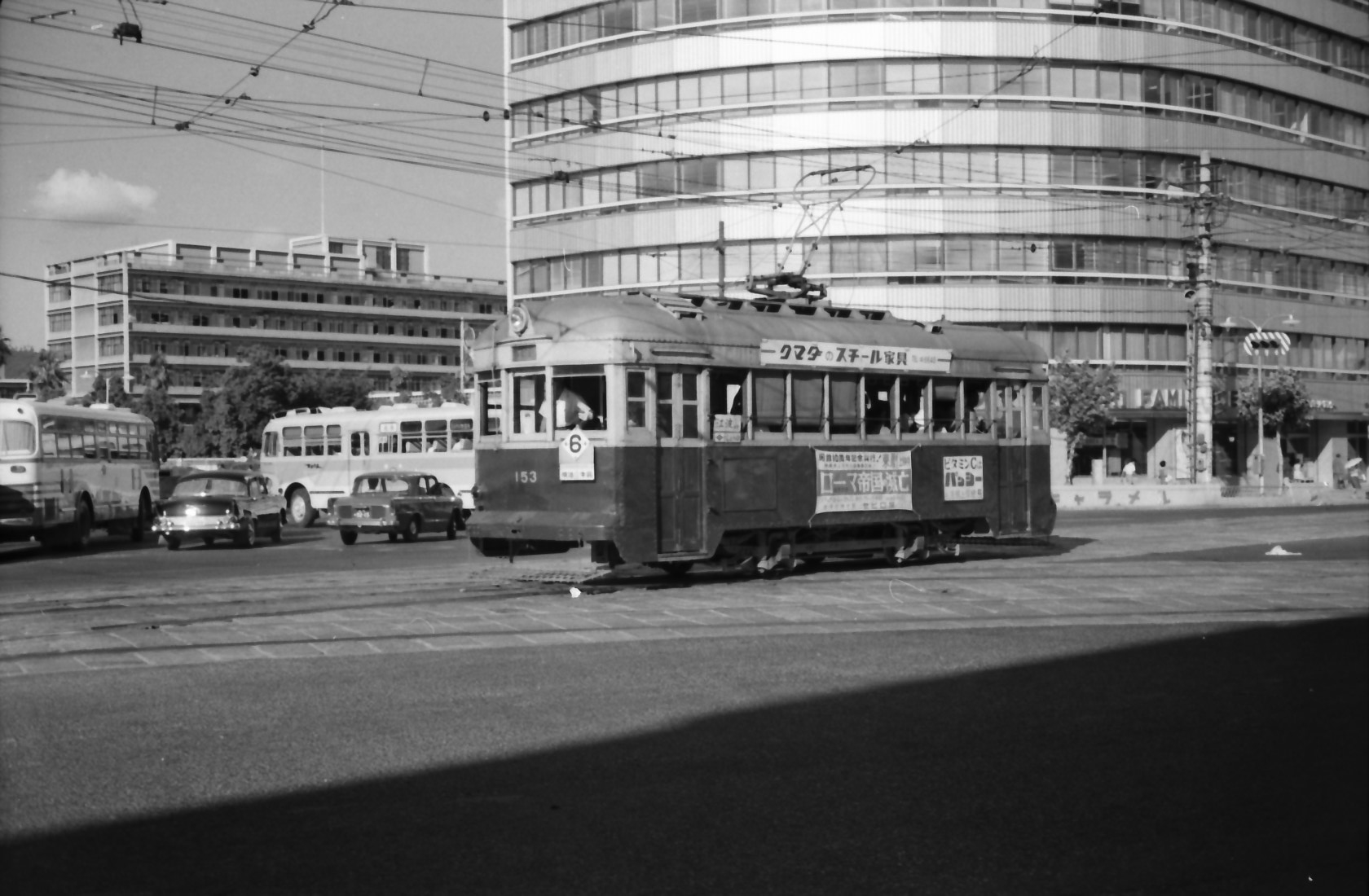
1960年代初頭。南西から北東方向を望む

モータリゼーションが到来し自動車の通行が増え、紙屋町交差点は歩行者・自動車・路面電車が混在するようになる。1961年時点で紙屋町交差点中央に交通事故多発件数の表示塔が立っていた。
一方、モータリゼーションに伴い広島電鉄は売上が減り経営危機に直面し、その存廃について激論が交わされた。存続派の主張が通り、以降官民で再建に取り組むことになる。1971年12月軌道敷内への自動車乗り入れを一部区間を除き全面禁止、1974年3月電車優先信号設置を始め順次増設、1980年から1985年まで電車ロケーションシステム、全線全車の運行状況の表示をすべて一括して行うシステム、が整備された。これらが実り、1966年以降減少していた広電利用者は1982年に減少が止まり、1985年から増加を続けるようになる。
紙屋町交差点は西日本有数の交差点、中四国随一の通行量を誇った。特に朝のラッシュ時の渋滞が深刻化していた。1990年代末で、横断歩行者13万人/24h、自動車交通8万台/24h、路面電車約1,300便/24hと県内で最も交通混雑した交差点であった。

### 地下開発
広島市の中心部は太田川河口の軟弱な沖積層の上に位置し地下水位が高いため、地下利用はあまり行われてこなかった。
1972年に策定された「広島都市高速鉄道計画」には西広島駅 - 紙屋町 - 八丁堀 - 広島駅間に地下鉄（広島市営地下鉄）を建設し、紙屋町
・八丁堀・広島駅前の各地点に地下街を建設する構想があった。そこでの紙屋町地下街は約15千m2で料理店やお土産屋などにゾーニングされていた。ただこれは地下鉄の整備を前提とした構想案であり、当時4省庁通達により地下街の新設が原則禁止であったこと、オイルショックなどの経済情勢の変化により、この構想は実現しなかった。

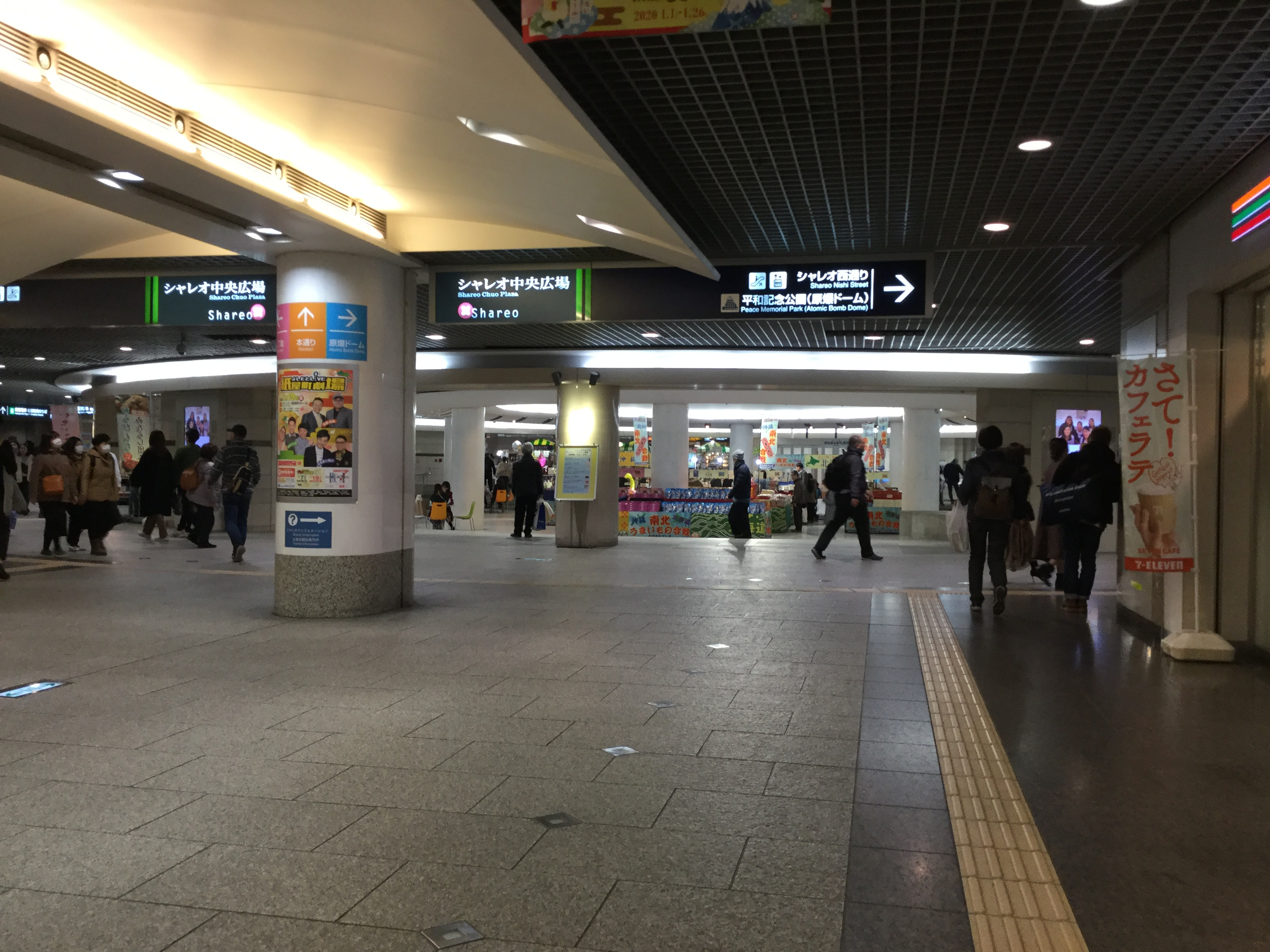
紙屋町シャレオ中央広場。この上が紙屋町交差点になる。

1994年アジア競技大会招致を期に1986年新交通システム（広島高速交通広島新交通1号線）が事業化され、道路空間の有効利用や都市景観を配慮し地下式が採用され、起点となる本通駅と県庁前駅は地下2階に軌道・プラットフォーム、地下1階にコンコースと改札口が設置されることになった。その2駅の中間に位置する紙屋町交差点は混雑緩和と安全確保の観点から人と車の分離が望まれており、新交通システム整備に合わせ国道管理者である建設省中国地方建設局（現国交省中国地建）が「都心部道路地下空間整備モデル事業」として交差点下に地下広場を設け新交通2駅間を地下歩道で結ぶことになった。
これに地元財界で“広島に初の地下街を”と機運が盛り上がり1990年民間企業など8者で広島地下開発（株）が設立、具体的構想をまとめ広島市に要望した。1994年広島高速交通広島新交通1号線が開業する。1995年広島地下開発（株）は広島市および広島県の出資を受けて（第三セクター）、地下街建設が本格的に始まった。
2001年紙屋町シャレオが開業し、同年4月紙屋町交差点の横断歩道は廃止された。その2ヶ月後に国土交通省広島国道事務所が調査したところ、紙屋町交差点で信号を2回以上待つことが少なくなったこと、朝夕のラッシュ時の交差点通過時間が短縮された、という。

## 周辺
アストラムラインや基町クレドが竣工した後である1995年から2013年ごろにかけて、「中区基町広島そごう前電車通り」（紙屋町交差点広島そごう前）が広島県における最高路線価地点であった。（現在の最高路線価地点は「八丁堀福屋百貨店前電車通」（相生通り福屋八丁堀店前））。
道路標識は右の通り。
- 北行 : 三次市、安佐北区可部町、広島県庁
- 西行 : 中区十日市町、西区横川町
- 東行 : 中区八丁堀、広島駅
- 南行 : 国道2号、広島市役所

東に広島電鉄本線紙屋町東停留場、西に本線紙屋町西停留場、北にアストラムライン県庁前駅、南に広島電鉄宇品線本通停留場とアストラムライン本通駅がある。また広島駅から相生通りを通って紙屋町へ向かうルートはバスにとっても乗客が多い“ドル箱路線”であり、周辺には広島バスセンターをはじめいくつものバス停がある。紙屋町シャレオにより交通混雑が軽減されたが、一部の建物とは地下でつながっていないことなど周辺商業施設との連携が薄いことから、横断歩道を復活すべきという意見もある。
道路交通センサスより交通量は以下の通り（単位 : 台）。
|            | 位置                                |  | 自動車類交通量 （上下線合計） | 令和3年度 (2021) | 平成27年度 (2015) |
| 交差点北側 | 国道54号 ［国道183号-城南通り］     |  | 昼間12時間                    | 22,344           | 22,448            |
| 交差点北側 | 国道54号 ［国道183号-城南通り］     |  | 24時間                        | 28,432           | 29,183            |
| 交差点西側 | 国道183号 ［国道54号-伴広島線］     |  | 昼間12時間                    | 15,373           | 17,892            |
| 交差点西側 | 国道183号 ［国道54号-伴広島線］     |  | 24時間                        | 19,847           | 23,975            |
| 交差点東側 | 県道164号 ［国道54号-御幸橋三篠線］ |  | 昼間12時間                    | 16,502           | 19,981            |
| 交差点東側 | 県道164号 ［国道54号-御幸橋三篠線］ |  | 24時間                        | 22,314           | 27,174            |
| 交差点南側 | 国道54号 ［平和大通り-国道183号］   |  | 昼間12時間                    | 22,319           | 23,668            |
| 交差点南側 | 国道54号 ［平和大通り-国道183号］   |  | 24時間                        | 29,222           | 31,715            |

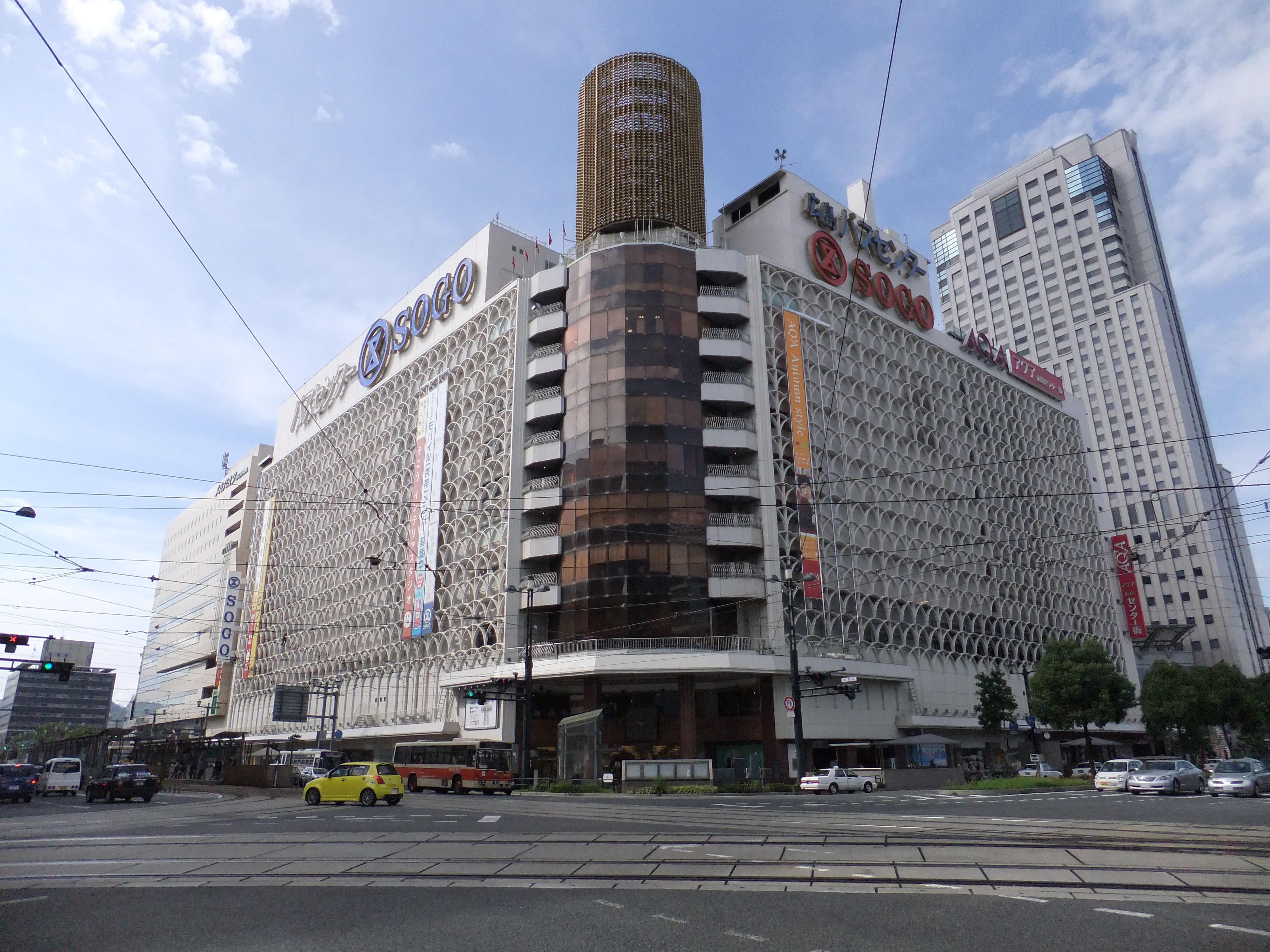
広島センタービル そごう広島店 広島バスセンター アクア広島センター街
合人社広島紙屋町アクネス
広島興銀ビル みずほ銀行広島支店 広島県銀行協会
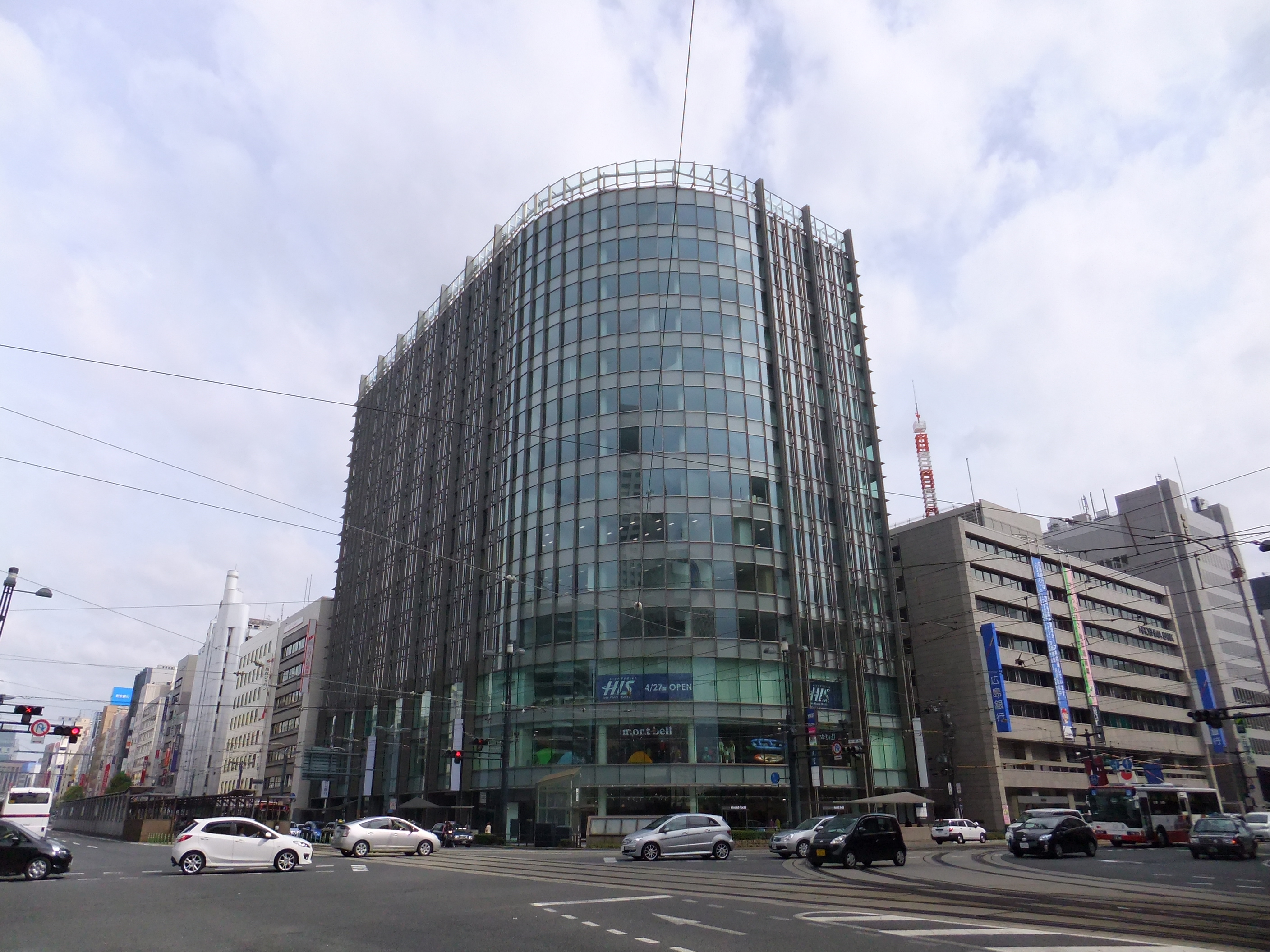
広島トランヴェールビルディング 三井住友信託銀行広島支店 もみじ銀行紙屋町支店